# Музикален редактор
Музикален редактор е лице, извършващо подбор на музика за радио или телевизионни предавания, подбор или селекция на музика за звуконосители (грамофонна плоча, магнетофонна лента, касета, компактдиск, компютърен софтуер за ефирно излъчване), филмови продукции и други. Въз основа на общата си музикална култура и професионалните познания в областта на музикалните жанрове, стилове, епохи, направления, история и други, музикалният редактор осъществява нужния музикален подбор.

## Музикален оформител
Музикален оформител е лице, извършващо сходна на 'музикален редактор дейност, но с някои съществени разлики, едната от които е, че прави подбор на музика, която служи за музикална илюстрация на художествена драматургия, радиотеатър, игрални и документални филми, озвучаване на текстови материал, изработване на сигнали, клипове и др.

## Образование
Образователеният статус на музикалния редактор изисква да бъде със завършено висше музикално образование, например в България от Национална музикална академия – София, Академия за музикално и танцово изкуство – Пловдив и Софийския университет „Св. Климент Охридски“ със специалности „Музика“ и „Музикална педагогика“. От 2007 г. в Академия за музикално и танцово изкуство в Пловдив е открита магистърска специалност „музикално редакторство и оформление“, а от 2012 г. – във факултета „Поп и джаз изкуство“ към Национална музикална академия – София се изучават дисциплините музикален мениджмънт и авторско право, музикално оформление и редактиране на музика за медии. През последните години, с навлизането на частните медии в България, голяма част от изпълняващите длъжността музикален редактор не са музикално образовани и познанията им за музиката се базират изцяло на любителска основа.

## История
В България първите музикални редактори работят в Кинематографията, БНР и БНТ. Сред доайените музикални редактори в БНР са: Васил Маринов, Виолета Топалова и други. Българското национално радио БНР е най-старата електронна медия в България. В музикалните редакции на радиото през годините са работили едни от най-големите и високообразовани професионалисти в областта на музиката.